# جاموش أولن سفلي
جاموش أولن سفلي هي قرية في مقاطعة مشكين شهر، إيران. عدد سكان هذه القرية هو 67 في سنة 2006.